# Eden Golan
Eden Golan (hebr. עדן גולן, rus. Эден Голан; Kfar Sava, 5. listopada 2003.) rusko-izraelska je pjevačica.
Rođena je u Izraelu, a u Rusiju se odselila sa šest godina te vratila u Izrael 2022., ne smatra sebe Ruskinjom niti ima rusko državljanstvo.
Karijeru je započela sudjelovanjem na ruskom izboru za Dječji Eurosong 2015., a potom i na ruskome televizijskom natjecanju The Voice Kids. Predstavljala je Izrael na natjecanju za pjesmu Eurovizije 2024. pjesmom Hurricane i završila na petome mjestu po ukupnim glasovima, na dvanaestome mjestu prema glasovima žirija te na drugom mjestu prema glasovanju javnosti.

## Život
Eden Golan rođena je u Kfar Savi u Izraelu. Oba njezina roditelja rođena su u Sovjetskom Savezu u obiteljima židovskog podrijetla. Majka joj je ukrajinsko-židovskoga, a otac latvijsko-židovskog podrijetla. Njezin djed, Yuri Golan (prije Glagoljev), diplomirao je novinarstvo na Moskovskome državnom sveučilištu i radio za novine Sovjetska mladež.
Kada je imala šest godina,i preselili su se u Moskvu zbog očeva posla. Obitelj je u Rusiji živjela 12 godina. Prema Golaninim riječima nije sigurna što osjeća o vremenu koje je provela u Rusiji. Bez obzira na to što je ondje započela svoju glazbenu karijeru, bilo joj neugodno živjeti u Rusiji zbog antisemitizma s kojim se često susretala.
Golan i njezini roditelji vratili su se u Izrael 2022. godine. Neposredan uzrok preseljenja bila je ruska invazija na Ukrajini, ali Golan je rekla da bi njezina obitelj to učinila bez obzira na rat u Ukrajini. Nalazi se na listi Myrotvorec jer je 2016., s trinaest godina, pjevala na anektiranu Krimu.

## Karijera
Godine 2015. Golan je nastupila na ruskome izboru za Dječju pjesmu Eurovizije 2015. Završila je peta u finalu s 22 boda, osam manje od pobjednika Mihaila Smirnova. Sudjelovala je na dječjoj inačici natjecanja New Wave gdje je izvela svoju pjesmu Howl at the Moon s Njušom 2016. godine, a 2018. je bila finalisticom pete sezone The Voice Kids. Po povratku u Izrael 2022. sudjelovala je u finalu druge sezone Ro'im et Hakol kada je bila eliminirana u prvoj rundi.
Pripremajući se za Pjesmu Eurovizije 2024. IPBC je odlučio opet početi odabirati pobjednika kooperacijom s kanalom Keshet 12 i natjecanjem talenta Rising Star. Golan je pobijedila na svim razinama natjecanja izvevši I Have Nothing Whitney Houston i I Don't Want to Miss a Thing Aerosmithsa. Nakraju je pobijedila i glasovanju žirija i publike postavši izraelskom predstavnicom. Pjesma s kojom je nastupila, Hurricane, kasnije odabrana, u finalu je završila peta, a samo po glasovanju publike druga.

## Diskografija

### Singlovi
- Amazing (2015.)
- Ghost Town (2022.)
- Let Me Blow Ya Mind (2022.)
- Taxi (2023.)
- Dopamine (2023.)
- Hurricane (2024.)
- Older (2024.)
- Beautiful Horizon (2025.)
- Pieces (2025.)
- Wait for You (2025.)
- You & I (2025.)